# Селиванов, Пётр Дмитриевич
Пётр Дмитриевич Селиванов (11 июля 1922 — 7 сентября 1989) — советский офицер, полковник, Герой Советского Союза.

## Биография
Пётр Селиванов родился 11 июля 1922 года в селе Мурмино в семье шофёра Мурминской суконной фабрики Дмитрия Борисовича Селиванова, уроженца села Кидусова Спасского района Рязанской области. Окончил 10 классов. Работал электромонтёром. Отец Селиванова был призван в армию в 1939 году и пропал без вести в декабре 1942 года. 
В июле 1941 года Пётр Селиванов был призван в Красную Армию. В 1943 году окончил Горьковское танковое училище. Член КПСС с 1944 года. 
С апреля 1943 года Пётр Селиванов находился в рядах действующей армии, служил в должности командира роты 122-й танковой бригады (1-я ударная армия, 3-й Прибалтийский фронт). 12 августа 1944 года лейтенант Селиванов совместно со стрелковым подразделениями овладел станцией Сымерпалу и перерезал железную дорогу Выру — Валга (Эстонская ССР). В бою было уничтожено 2 вражеских бронепоезда, большое количество солдат противника, а также склады и эшелоны с военным имуществом. 16 августа рота в районе посёлка Тисси участвовала в отражении нескольких атак противника, обеспечила прорыв и выход из окружения стрелкового полка. 

Могила Селиванова на кладбище «Абдал» в Симферополе.

24 марта 1945 года Селиванову было присвоено звание Героя Советского Союза .
Командир бригады полковник Алексеев, представляя Селиванова к награде, писал:

В период боевых действий бригады с 10.8.1944 г. лейтенант Селиванов проявил отвагу, мужество и подлинный героизм… К исходу дня (10 августа), пройдя 16 км, взвод лейтенанта Селиванова первым перерезал важнейшую магистраль противника — шоссе Псков—Рига и уничтожил 7 вражеских орудий и самоходку…
11 и 12 августа с боями прошёл до 45 км и, когда командир роты выбыл из строя, Селиванов принял на себя командование ротой…

18 августа, имея в роте три танка, оказавшись в окружении, прорвал вражеское кольцо и помог выйти из окружения стрелковым ротам 159-го стрелкового полка…
После войны Селиванов продолжал службу в армии. В 1948 и 1956 годах окончил курсы усовершенствования офицерского состава (КУОС), в 1968 году — Крымский педагогический институт. С 1974 года полковник Селиванов — в запасе. Жил в городе Симферополь. Скончался 7 сентября 1989 года. Похоронен в Симферополе на кладбище «Абдал». На доме, где жил П. Д. Селиванов, установлена мемориальная доска.

## Награды
- Медаль «Золотая Звезда»;;
- орден Ленина;
- орден Александра Невского;
- два ордена Отечественной войны 1 степени;
- орден Отечественной войны 2 степени;
- орден Красной Звезды;
- медали.